# Remington MSR
Le Remington MSR ou Modular Sniper Rifle est un fusil à lunette. C'est un fusil chambré avec une munition 338. Lapua. Il a été sélectionné en mars 2013 pour équiper les forces spéciales du SOCOM de l'armée américaine.
On le retrouve dans les jeux vidéo tels que Call of Duty: Modern Warfare 3 sous le nom de « Msr ». Dans Modern Warfare 3, il est considéré comme le remplaçant du Cheytac Intervention de Modern Warfare 2. Il est surtout employé par[réf. nécessaire] les joueurs capables de faire mouche avec des fusils de précision quelle que soit la distance.